# 내열성
내열성(耐熱性, thermal resistance)은 열을 받아도 흐트러짐 없이 안정되는 성질 또는 높은 온도를 견디어 내는 성질을 뜻하는 말이다.

## 더 읽어볼것
- Gwidon W. Stachowiak and Andrew W. Batchelor (2005). 《Engineering Tribology》. Butterworth–Heinemann. 39–40쪽. ISBN 9780750678360.
- Schmidt, W. 1928. Über Temperatur und Stabilitätsverhältnisse von Seen. Geogr. Ann 10: 145 - 177.